# Casamento à Moda Antiga

Casamento à Moda Antiga foi um reality show brasileiro exibido pelo SBT entre 11 de dezembro 2005 a 29 de março de 2006.
É baseado no programa Married by America, produzido nos Estados Unidos da América em 2003.Tem como objetivo unir homens e mulheres que desejam se casar e formar uma família.
É a primeira vez que uma emissora de televisão brasileira realiza um reality show desse gênero. Algumas emissoras, porém, já produziram atrações promovendo a união de casais. A Rede Globo exibiu, em 1967 e 1968, o programa Casamento na TV. O Jogo da Vida, tanto semanal como diário, da Rede Bandeirantes, tinha um quadro chamado "Casamento Surpresa", em que o noivo, a noiva ou mesmo ambos não sabem que vão se casar.

## Conceitos gerais
Semanalmente pais, padrinhos e amigos de um homem e de uma mulher ajudam a escolher o par ideal no palco. Cada um dos escolhidos traz três padrinhos e confiam a tarefa dificílima de escolher sua alma gêmea. Após uma bateria de perguntas e respostas, apenas dois pretendentes para cada candidato permanece no palco. Por fim, a plateia formada por mais de 200 pessoas dá o veredicto final através de uma votação. É formada, em seguida, uma pequena cerimônia de noivado com os casais formados, que são convidados a passar 21 dias na "Casa dos Noivos". Após esse período, os casais voltam ao palco para decidir se continuam ou não o noivado. A cada semana, dois novos casais chegam à "Casa dos Noivos" para tentar viver uma história de amor. Caso um casal decida se casar num prazo de seis meses a partir da data de saída da casa, recebe da emissora os seguintes prêmios:
- Cerimônia de casamento civil e religiosa;
- Recepção para 50 pessoas;
- Trajes para os noivos;
- Lua-de-mel por uma semana;
- R$ 10.000,00 por mês durante um ano, desde que comprovem, através de recibos, notas fiscais e outros documentos, que o casal permanece unido.

## A Casa dos Noivos
Os casais ficam hospedados na "Casa dos Noivos" por 21 dias. Lá, eles se conhecem melhor, fazem passeios a dois, participam de gincanas, curtem festas temáticas, assistem a filmes românticos e aproveitam tudo o que a vida a dois oferece. Eles são vigiados 24 horas por dia por mais de 40 câmeras.

## A versão diária
No dia seguinte à estreia do programa, comandado por Silvio Santos, Jorge Kajuru passou a comandar a edição diária, na qual mostrou os acontecimentos na "Casa dos Noivos": romances, brigas, festas e a intimidade no cafofo, além de escapadinhas que ocorrem embaixo do edredom.
Devido à baixa audiência, a versão diária saiu do ar em 24 de janeiro de 2006, ficando apenas o programa em que são definidos os novos casais.

## Casais na casa
| Casal                     | Período na Casa                                | Situação  |
| Sandro e Fernanda         | 11 de dezembro de 2005 a 1 de janeiro de 2006  | Noivos    |
| Roger e Naira             | 11 de dezembro de 2005 a 1 de janeiro de 2006  | Separados |
| Lauro e Graziela          | 18 de dezembro de 2005 a 8 de janeiro de 2006  | Separados |
| Cláudio e Luciana         | 18 de dezembro de 2005 a 8 de janeiro de 2006  | Separados |
| Eliel e Luana             | 25 de dezembro de 2005 a 15 de janeiro de 2006 | Separados |
| Ricardo e Shirley         | 25 de dezembro de 2005 a 15 de janeiro de 2006 | Separados |
| Marcelo e Eli             | 1 a 22 de janeiro de 2006                      | Separados |
| Vladimir e Camila         | 1 a 22 de janeiro de 2006                      | Separados |
| Renato e Kelly            | 8 a 25 de janeiro de 2006                      | Noivos    |
| Zamir e Marina            | 8 a 25 de janeiro de 2006                      | Separados |
| Fernando e Márcia         | 15 de janeiro a 1 de fevereiro de 2006         | Separados |
| Rodrigo e Adriana         | 15 de janeiro a 1 de fevereiro de 2006         | Separados |
| Leandro e Ingrid          | 22 de janeiro a 8 de fevereiro de 2006         | Separados |
| Fabiano e Francine        | 22 de janeiro a 8 de fevereiro de 2006         | Separados |
| Edinei e Kelly            | 25 de janeiro a 15 de fevereiro de 2006        | Noivos    |
| Dener e Gláucia           | 25 de janeiro a 15 de fevereiro de 2006        | Separados |
| Carlos e Flávia           | 1 a 22 de fevereiro de 2006                    | Separados |
| Fábio e Rúbia             | 1 a 22 de fevereiro de 2006                    | Separados |
| Reginaldo e Lídia         | 8 de fevereiro a 1 de março de 2006            | Separados |
| Allan e Paula             | 8 de fevereiro a 1 de março de 2006            | Separados |
| Alexandre e Gláucia       | 15 de fevereiro a 8 de março de 2006           | separados |
| Fernando e Pedrina        | 15 de fevereiro a 8 de março de 2006           | Separados |
| André e Rachel            | 22 de fevereiro a 15 de março de 2006          | Separados |
| Flávio e Cássia           | 22 de fevereiro a 15 de março de 2006          | Separados |
| Hélio e Gabrielle         | 1 a 22 de março de 2006                        | Separados |
| Marcos e Sheila           | 1 a 22 de março de 2006                        | Separados |
| Edmar e Fernanda          | 8 a 29 de março de 2006                        | Separados |
| Ronald e Francini         | 8 a 29 de março de 2006                        | Separados |
| Marcos Aurélio e Fernanda | Desde 15 de março de 2006                      | Separados |
| Alexandre e Natalie       | Desde 15 de março de 2006                      | Separados |
| Alexsander e Viviane      | Desde 22 de março de 2006                      | Separados |
| Hugo e Tatiana            | Desde 22 de março de 2006                      | CASADOS   |
| Thiago e Thaíssa          | Desde 29 de março de 2006                      | Separados |
| Roberto e Thays           | Desde 29 de março de 2006                      | Separados |

- Em negrito: o participante que apareceu no programa à procura de seu futuro cônjuge.